# Marilyn Okorová
Marilyn Chinwenwa Okoro (* 23. září 1984, Londýn) je britská atletka, běžkyně, jejíž specializací je běh na 800 metrů. Věnuje se také hladké čtvrtce.

## Kariéra
Největší individuální úspěch zaznamenala v roce 2005 na světové letní univerziádě v tureckém İzmiru, kde vybojovala bronzovou medaili v běhu na 800 metrů. O rok později skončila na hrách Commowealthu v Melbourne sedmá. Na halovém ME 2007 v Birminghamu doběhla ve finále na čtvrtém místě v čase 2:00,20. Bronz získala Slovinka Jolanda Čeplaková, která byla o dvacet setin sekundy rychlejší.
Na světovém šampionátu v Ósace 2007 skončila ve druhém semifinálovém běhu na čtvrtém místě a do finále nepostoupila. Společně s Christine Ohuruoguovou, Lee McConnellovou a Nicolou Sandersovou vybojovala bronzové medaile ve štafetě na 4 × 400 metrů, když trať zaběhly v novém britském rekordu 3:20,04. Stříbro braly Jamajčanky a zlato americké kvarteto, za které finišovala Sanya Richardsová.

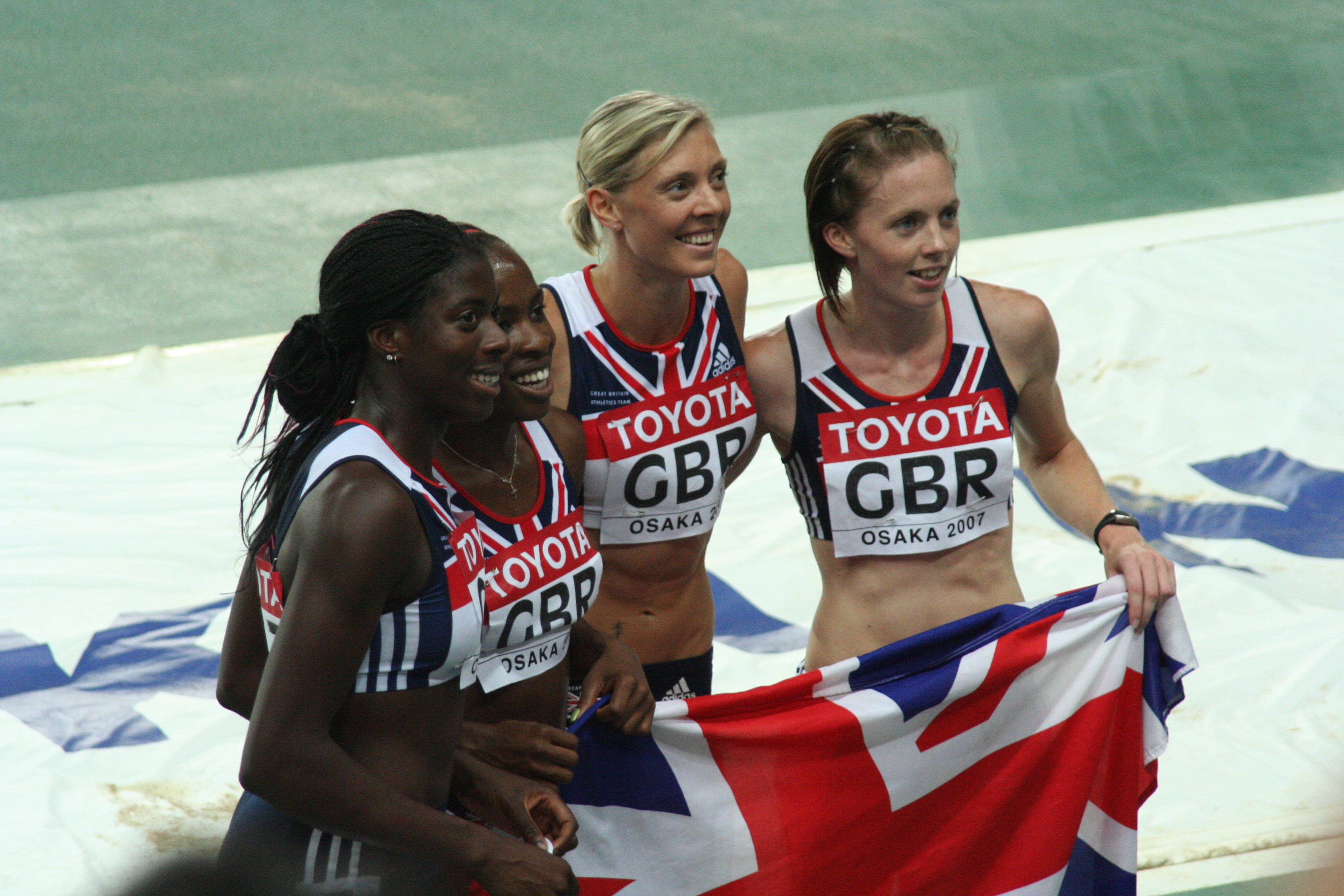
Britské kvarteto na MS 2007 v Ósace

V roce 2008 reprezentovala na letních olympijských hrách v Pekingu, kde v semifinále běhu na 800 metrů skončila na celkovém sedmnáctém místě ze 23 závodnic. Se štafetou na 4 × 400 metrů, ve které místo Lee McConnelové běžela Kelly Sothertonová skončila na pátém místě. Okorová zaběhla svůj úsek nejpomaleji.
Na halovém ME v Turíně 2009 skončila na pátém místě (800 m). Stříbrnou medaili si odvezla ze štafety, když britské kvarteto ve finále nestačilo jen na Rusky, které byly o více než sekundu rychlejší. Na mistrovství světa v atletice 2009 v Berlíně doběhla jako osmá.
Její rodiče jsou nigerijského původu, oba pochází z kmene Igbo. Dne 26. června 2007 promovala na Univerzitě v Bathu, kde studovala politologii a francouzštinu. Mluví čtyřmi světovými jazyky (angličtina, francouzština, španělština a Igbo) a zpívá v jazzové kapele The Felonius Monks.